# 全国人民代表大会外事委员会
全国人民代表大会外事委员会（简称全国人大外事委员会），是中华人民共和国最高国家权力机关全国人民代表大会设立的专门委员会之一。

## 沿革
根据《中华人民共和国宪法》第七十条和《中华人民共和国全国人民代表大会组织法》第三十五条关于全国人民代表大会设立专门委员会的规定，1983年6月7日第六届全国人民代表大会第一次会议表决设立全国人民代表大会外事委员会。
2016年12月12日第十二届全国人民代表大会常务委员会第八十四次委员长会议原则通过，2017年4月11日第十二届全国人民代表大会常务委员会第九十三次委员长会议修改的《全国人大常委会2017年工作要点》中称，已设立全国人大各专门委员会分党组，以便“加强专门委员会党的工作和党的建设”。

## 组织结构
《中华人民共和国全国人民代表大会组织法》第三十五条规定，“各专门委员会由主任委员、副主任委员若干人和委员若干人组成。”“各专门委员会的主任委员、副主任委员和委员的人选，由主席团在代表中提名，大会通过。在大会闭会期间，全国人民代表大会常务委员会可以补充任命专门委员会的个别副主任委员和部分委员，由委员长会议提名，常务委员会会议通过。”

## 职责
全国人大外事委员会受全国人民代表大会领导，在全国人民代表大会闭会期间，受全国人民代表大会常务委员会领导。具体职责如下：
1. 审议全国人民代表大会主席团或全国人大常委会交付的议案，包括有关涉外法律以及我国同外国签订或废除条约、协定等议案，提出审议报告。
2. 向全国人民代表大会主席团或全国人大常委会提出涉外议案。
3. 审议全国人大常委会交付的国务院的涉外行政法规、决定和命令，国务院有关部门的涉外命令、指示和规章，省、自治区、直辖市人大及其常委会的地方性涉外法规和决议，以及省、自治区、直辖市人民政府的涉外决定、命令和规章，提出审议报告。
4. 审议全国人民代表大会主席团或全国人大常委会交付的涉外质询案，听取受质询机关对质询案的答复，提出报告。
5. 根据全国人大常委会立法计划，加强同涉外法律起草部门联系，听取有关法律草案起草工作的汇报，进行涉外立法的调查研究，提出建议。
6. 听取有关部门关于涉外法律实施情况的汇报；对涉外法律、法规的执行情况进行监督检查，提出报告。
7. 与外国议会对口委员会开展交流，参与全国人大与外国议会和地区议会组织间交流机制的相关工作。承担全国人大常委会交办的其他外事工作。
8. 以外事委员会名义、外事委员会发言人或其他适当形式，就涉华重大问题对外表态。
9. 听取有关部门关于重要问题和国际问题的情况介绍。研究外国议会有关情况，密切跟踪重点国家议会的涉华动向，及时向全国人大常委会反映情况，提出建议。
10. 承担全国人大及其常委会交办的其他任务。

## 办事机构[4]
- 办公室
- 法案室
- 国际交流室[5]

## 历届组成人员
- 第六届全国人民代表大会外事委员会（主任委员：耿飚）
- 第七届全国人民代表大会外事委员会（主任委员：廖汉生）
- 第八届全国人民代表大会外事委员会（主任委员：朱良）
- 第九届全国人民代表大会外事委员会（主任委员：曾建徽）
- 第十届全国人民代表大会外事委员会（主任委员：姜恩柱）
- 第十一届全国人民代表大会外事委员会（主任委员：李肇星）
- 第十二届全国人民代表大会外事委员会（主任委员：傅莹）
- 第十三届全国人民代表大会外事委员会（主任委员：张业遂）[1]
- 第十四届全国人民代表大会外事委员会（主任委员：娄勤俭）